# جعل هویت پلیس
جعل هویت پلیس به معنای تظاهر نادرست به افسر پلیس بودن برای فریب دیگران است. این عمل در بسیاری از کشورها جرم محسوب می‌شود و می‌تواند عواقب قانونی جدی داشته باشد.
روش‌های رایج جعل هویت پلیس شامل استفاده از لباس، نشان یا تجهیزات مشابه پلیس، نصب چراغ‌های اضطراری روی خودرو، ارائه مدارک جعلی و ادعای دروغین مبنی برداشتن اختیارات قانونی است.
انگیزه‌های متداول از این کار نیز ارتکاب جرایم مانند سرقت، تجاوز یا اخاذی، سوءاستفاده جنسی، کسب امتیازات یا دسترسی به اطلاعات و تمایل به قدرت یا کنترل (افراد معروف به "علاقه‌مندان به پلیس") است.

## پیامدهای قانونی
- در ایالات متحده، جعل هویت افسر فدرال می‌تواند تا سه سال حبس و جریمه نقدی تا ۱٬۰۰۰ دلار به همراه داشته باشد.
- در بریتانیا، طبق بخش ۹۰ قانون پلیس ۱۹۹۶، این عمل جرم است و فروش غیرمجاز لباس یا تجهیزات پلیس نیز ممنوع است.
- در برخی ایالت‌های آمریکا، اگر جعل هویت پلیس با ارتکاب جرم دیگری همراه باشد، مجازات‌ها شدیدتر می‌شود.

## تأثیرات اجتماعی
- کاهش اعتماد عمومی به نیروهای انتظامی
- افزایش نگرانی‌ها دربارهٔ امنیت شخصی
- ایجاد ترس و اضطراب در جامعه

## نمونه‌های تاریخی
- در قرن‌های ۱۷ و ۱۸ لندن، افرادی با تظاهر به مأموران قانون اقدام به اخاذی و جرایم جنسی می‌کردند.
- در آلمان نازی، برخی افراد با جعل هویت گشتاپو یا پلیس مخفی، از ترس عمومی برای منافع شخصی سوءاستفاده می‌کردند.
- در سال ۲۰۲۰، در نوا اسکوشیای کانادا، فردی با تظاهر به افسر پلیس سلطنتی کانادا، ۲۲ نفر را به قتل رساند.

## پیشگیری و اقدامات احتیاطی
- در صورت شک به هویت افسر پلیس، می‌توانید از او درخواست شناسنامه رسمی کنید.
- در صورت تردید، با شماره اضطراری تماس بگیرید و وضعیت را گزارش دهید.
- از تعامل با افرادی که ادعای پلیس بودن دارند اما مدارک معتبر ارائه نمی‌دهند، خودداری کنید.